# Open Global File System
Open Global File System (w skrócie OpenGFS, OGFS) – systemem plików z właściwościami dziennika (journaling), który umożliwia jednoczesny dostęp do wspólnej przestrzeni dyskowej przez wiele węzłów. 
OpenGFS koordynuje dostępem do urządzeń dyskowych tak, aby węzły nie mogły zapisywać jednocześnie w tych samych obszarach urządzenia, jednocześnie zapewniając możliwość równoczesnego odczytu. Węzły maja bezpośredni dostęp do dysków, co umożliwia zmniejszenie przeciążenia sieci. Memexp zastąpiono modułem OpenDLM (ang. distributed lock manager). Poprzednia wersja memexp wymagała sporych zasobów obliczeniowych. System OGFS umożliwia rozrastanie się systemów plików oraz dołączanie nowych dysków twardych (poprzez osobny LVM - Logical Volume Manager). Uszkodzenia węzłów obsługiwane są przy pomocy odzyskiwania rejestru i izolowania uszkodzonego węzła. 
OpenGFS jest lokalnym systemem plików, który można rozszerzyć na rozproszony system plików. Można tak powiedzieć, gdyż OpenGFS wymaga, aby wszystkie nośniki danych (dyski, macierze dyskowe), na których będzie operował OpenGFS, były widoczne jako jedno urządzenie, które można adresować w sposób ciągły (bez żadnych luk). 
Gdy OpenGFS działa jako lokalny system, niewiele różni się od systemu plików ext3:
- Każdy obiekt systemu plików jest opisany za pomocą i-węzła, który w przypadku OpenGFS nosi nazwę dinode (distributed inode, czyli rozproszony i-węzeł).
- Dane zapisane w pliku mogą być zapisane albo bezpośrednio w i-węźle lub w blokach danych, na który wskazuje i-węzeł, albo w blokach na które wskazują bloki pośrednie.
- Nazwy plików i katalogów przechowywane są we wpisach katalogowych.
- Jest jurnaling operacji zapisu, na systemie plików.
- Jest specjalny blok (superblok) w wiadomym miejscu, w którym przechowywane są informacje gdzie znajdują się inne bloki.

Jednak istnieją pewne różnice w stosunku do ext3:
- Informacja o wolnych blokach nie jest przechowywana w postaci jednej mapy wolnych bloków. Wolne bloki zostały podzielone na grupy, nazwane grupami zasobów (resource group) i każda grupa ma własną mapę bitów.
- Dla każdego klienta (komputera który ma załadowany moduł obsługi OpenGFS) prowadzony jest osobny dziennik (journal). Dzienniki przydzielane są poszczególnym klientom podczas montowania systemu plików.

Zalety OpenGFS:
- Prosta koncepcja; OpenGFS nie potrzebuje żadnej wiedzy o urządzeniach, na których zapisuje dane; o liczbie klientów, o typie sieci łączącej komputery, może korzystać z różnych modułów mapujących przestrzeń dyskową, może korzystać z różnych systemów blokad.

Wady OpenGFS:
- Podczas tworzenia systemu plików, wszystkie grupy zasobów są zapisywane obok siebie na początku dostępnej przestrzeni adresowej wraz z superblokiem, spisem dzienników i i-węzłem opisującym główny katalog. Prawdopodobnie wszystkie te dane zostaną zapisane na jeden fizyczny dysk. W przypadku jeśli ten dysk stałby się niedostępny, to nie można zrealizować żadnej operacji na systemie plików. System blokad będący częścią pakietu OpenGFS – memexp, działa w oparciu o pewien centralny serwer blokad. Jeżeli serwer blokad stanie się niedostępny, to również zbyt wiele zrobić się nie da.
- Wyróżnione zostały dwa typy wolnych bloków: bloki na dane i bloki na metadane. Jeżeli brakuje bloków na metadane, to wolne bloki na dane są przerabiane na bloki na metadane, poprzez zmianę bitu w mapie bitowej. Nie zaimplementowano przerobienia wolnych bloków na metadane na bloki na dane.
- Grupy zasobów powodują nie najlepsze gospodarowanie przestrzenią. Wszystkie dane jednego pliku muszą się zmieścić w obrębie jednej grupy zasobów (plik nie może być zapisany jednocześnie w różnych grupach zasobów). Może istnieć nawet grupa zasobów z dostatecznie dużą liczbą wolnych bloków, ale jeśli została przydzielona innemu klientowi, to nie można z niej skorzystać.